# Кан Сыльги
Кан Сыль Ги (кор. 강슬기; род. 10 февраля 1994 года, более известная как Сыльги) — южнокорейская певица. Является участницей гёрл-группы Red Velvet и его саб-юнита Red Velvet — Irene & Seulgi, а так же участницей супергруппы Got the Beat.

## Ранняя жизнь
Кан Сыль Ги родилась 10 февраля 1994 года в провинции Кёнгидо в Ансане, Южная Корея. Она училась в средней школе Ансана (Ansan Byeolmang Middle School) и посещала Школу Исполнительных Искусств Сеула (Seoul Performing Arts High School). Помимо родного корейского языка свободно владеет японским.

## Карьера

### 2007−2014: Предебют и SM Rookies
Сыльги прошла прослушивание S.M. Entertainment в 2007 году и стала трейни. В декабре 2013 года была представлена как участница предебютной команды SM Rookies вместе с Вэнди и Айрин.
В июле 2014 года она приняла участие в песне «Butterfly» Генри Лау (Super Junior-M) для его второго мини-альбома Fantastic, а также снялась в видеоклипе.

### 2014−настоящее время: Red Velvet и сольная деятельность
Сыльги дебютировала в составе Red Velvet 1 августа 2014 года с цифровым синглом «Happiness».
В январе 2015 года девушка снялась в мюзикле «Школа Оз» в роли Дороти. С апреля по май она принимала участие в шоу «Я иду в школу» (англ. Off to School).

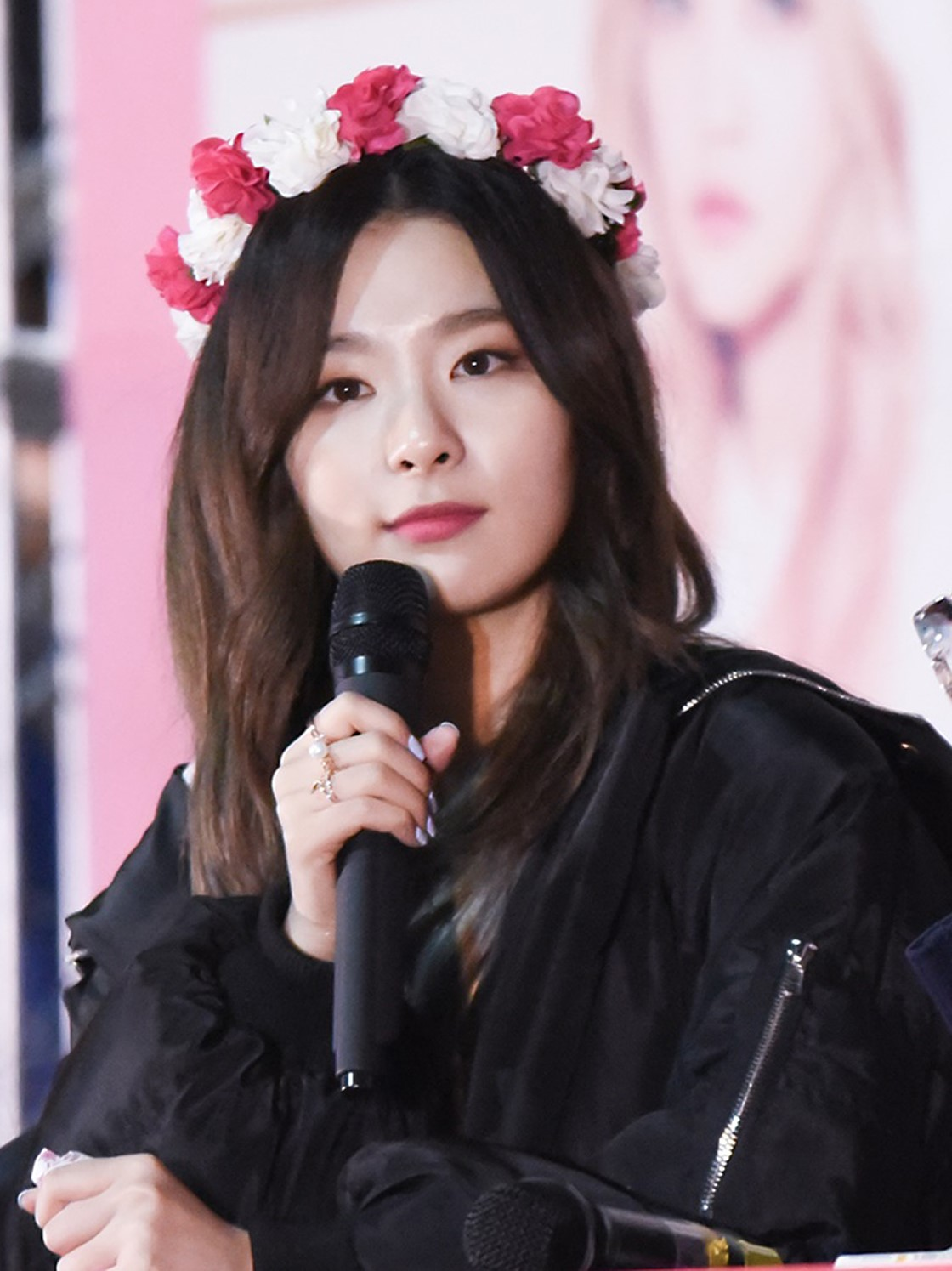
Сыльги на фансайне в Ичхоне, март 2016 года

В июле 2016 года состоялась премьера песни «Don’t Push Me» (при участии Вэнди), которая стала саундтреком к дораме «Безрассудно влюблённые». В октябре Сыльги приняла участие в шоу «Певец в маске» под именем «Cinema Heaven». 18 ноября вышла композиция «You, Just Like That», ставшая главной темой к игре Blade & Soul. 30 декабря был выпущен благотворительный сингл «Sound of You Heart» в рамках проекта «S.M. Station».
2 января 2017 года состоялась премьера саундтрека «You’re the Only One I See» (при участии Вэнди) для дорамы «Хваран». 22 января была выпущена песня «Darling U», записанная вместе с Йесоном для проекта «S.M. Station».
В феврале 2018 года Сыльги была подтверждена как часть актерского состава для шоу Закон Джунглей в Мексике. В апреле она была также подтверждена как часть актерского состава JTBC Secret Unnie вместе с Сонми.. Сыльги также участвовала в сольном дебюте Мунбёль «Selfish»; песня была выпущена 23 мая 2018 года. В сентябре она выпустила сингл «Wow Thing» в составе мини-группы Station Young с Соён из (G)I-DLE, Синби из GFriend и певицей Чонха. В октябре 2018 года Сыльги была объявлена частью нового шоу Cool Kids вместе с Ю Джэ Соком, Ким Шин Ёном и другими знаменитостями. 15 октября Сыльги приняла участие в сингле южнокорейского хип-хоп и R&B исполнителя Zion.T «Hello Tutorial».
12 февраля 2019 года Сыльги выпустила песню «Always», к дораме «Коронованный клоун». По результатам опроса солдат, проходящих обязательную военную службу в Южной Корее, Сыльги в 2019 году заняла четвёртое место по популярности среди девушек айдолов.
20 апреля 2020 года SM подтвердили, что Айрин вместе с Сыльги сформируют первый саб-юнит Red Velvet. Red Velvet — Irene & Seulgi дебютировали 6 июля с мини-альбомом Monster. Альбом содержит сольную песню Сыльги «Uncover».
27 декабря 2021 года Сыльги была представлена как участница супергруппы Got the Beat вместе с Венди. Группа дебютировала 3 января 2022 года.

## Дискография
| Название                                                              | Год          | Пиковая позиция в чартах | Продажи         | Альбом                        |
| Название                                                              | Год          | KOR                      | Продажи         | Альбом                        |
| Коллаборации                                                          | Коллаборации | Коллаборации             | Коллаборации    | Коллаборации                  |
| --------------------------------------------------------------------- | ------------ | ------------------------ | --------------- | ----------------------------- |
| «Sound of Your Heart» (вместе с другими артистами S.M. Entertainment) | 2016         | —                        | N/A             | SM Station                    |
| «Darling U» (вместе с Йесоном)                                        | 2017         | —                        | N/A             | SM Station                    |
| «Our Story» (вместе с Чи Ёлем)                                        | 2017         | 28                       | - KOR: 56,079+  | Fall in, girl Vol. 3          |
| «Doll» (вместе Kangta и Вэнди)                                        | 2017         | —                        | N/A             | SM Station Season 2           |
| «Wow Thing» (вместе с Чон Соён, Ким Чонха и Синби)                    | 2018         | 35                       | N/A             | SM Station X 0                |
| Саундтреки                                                            |              |                          |                 |                               |
| «Don’t Push Me» (вместе с Вэнди)                                      | 2016         | 25                       | - KOR: 182,984+ | Uncontrollably Fond OST       |
| «You, Just Like That»                                                 | 2016         | Не выпущен               | Не выпущен      | Blade & Soul OST              |
| «I Can Only See You» (вместе с Вэнди)                                 | 2017         | 80                       | - KOR: 24,912+  | Hwarang OST                   |
| «Deep Blue Eyes» (as Girls Next Door)                                 | 2017         | —                        | - KOR: 16,514+  | Idol Drama Operation Team OST |
| «You, Just Like That»                                                 | 2017         | —                        | н/д             | Blade & Soul OST              |
| «Always»                                                              | 2019         | TBA                      | TBA             | The Crowned Clown OST         |
| Как приглашённый артист                                               |              |                          |                 |                               |
| «Butterfly» (вместе с Генри)                                          | 2014         | —                        | - KOR: 14,070+  | Fantastic                     |
| «Drop» (Марк feat. Сыльги)                                            | 2017         | 93                       | - KOR: 46,443+  | High School Rapper FINAL      |
| «Heart Stop» (Тхэмин feat. Сыльги)                                    | 2017         | 16                       | н/д             | Move                          |
| «Selfish» (Мунбёль) feat. Сыльги)                                     | 2018         | 84                       | н/д             | Selfish / Red Moon            |
| «Hello Tutorial» (Zion.T feat. Сыльги)                                | 2018         | 2                        | н/д             | ZZZ                           |

## Фильмография

### Фильмы
| Год  | Название            | Роль              | Примечание                   |
| ---- | ------------------- | ----------------- | ---------------------------- |
| 2015 | SMTown The Stage    | В роли самой себя | Документальный фильм SM Town |
| 2020 | Тролли. Мировой тур | Комдори           | Анимационный фильм           |

### Телесериалы
| Год  | Название       | Канал | Роль              | Примечание |
| ---- | -------------- | ----- | ----------------- | ---------- |
| 2016 | Потомки солнца | KBS2  | В роли самой себя | Камео      |

### Телевизионные шоу
| Год  | Название                    | Канал | Роль             | Примечания                                                  | Ссылки |
| ---- | --------------------------- | ----- | ---------------- | ----------------------------------------------------------- | ------ |
| 2015 | Off to School               | JTBC  | Актёрский состав | Эпизоды 40-43                                               |        |
| 2015 | 100 People, 100 Songs       | JTBC  | Участница        | Вместе с Вэнди                                              |        |
| 2016 | King of Mask Singer         | MBC   | Участница        | Как «Masterpiece of the Weekend, Cinema Heaven» (Эпизод 79) |        |
| 2017 | Idol Drama Operation Team   | KBS   | Участница        |                                                             | [ 28 ] |
| 2018 | Law of the Jungle in Mexico | SBS   | Участница        | Эпизоды 320—324                                             | [ 29 ] |
| 2018 | Secret Unnie                | JTBC  | Участница        | Вместе с Сонми                                              |        |
| 2018 | Battle Trip                 | KBS   | Участница        | Вместе с Вэнди (Эпизоды 100—103)                            |        |
| 2018 | Cool Kids                   | JTBC  | Гость            | Эпизоды 1-6                                                 | [ 30 ] |
| 2020 | King of Mask Singer         | MBC   | Наставник        | Эпизод 259                                                  | [ 31 ] |

### Мюзиклы
| Год       | Название | Роль   | Примечание   |
| --------- | -------- | ------ | ------------ |
| 2014-2015 | Школа Оз | Дороти | Главная роль |

### Музыкальные видео
| Год  | Название    | Исполнитель      | Примечание |
| ---- | ----------- | ---------------- | ---------- |
| 2014 | «Fantastic» | Генри Лау        | [ 32 ]     |
| 2017 | «Darling U» | Вместе с Йесоном | [ 33 ]     |

## Награды и номинации
| Год  | Премия                          | Категория         | Номинации                           | Результат |
| ---- | ------------------------------- | ----------------- | ----------------------------------- | --------- |
| 2017 | Melon Music Awards              | Hot Trend Award   | Deep Blue Eyes (as Girls Next Door) | Номинация |
| 2017 | Naver’s 2017 Fashionista Awards | Rising Star Award | N/A                                 | Номинация |